# ریو سونگ بوم
ریو سونگ بوم (کره‌ای: 류승범؛ زادهٔ ۹ اوت ۱۹۸۰) بازیگر اهل کره جنوبی است. او در فیلم‌های برادر بزرگترش، کارگردان ریو سونگ-وان از جمله آراهان (۲۰۰۴)، مشت گریان (۲۰۰۵) و ناعادلانه (۲۰۱۰) حضور پیدا کرده‌است.